# Qualificazioni al campionato europeo maschile di calcio 1976 - Gruppo 2

## Classifica
| Pos | Squadra     | Pti | G | V | N | P | GF | GS | DR  |
| --- | ----------- | --- | - | - | - | - | -- | -- | --- |
| 1   | Galles      | 10  | 6 | 5 | 0 | 1 | 14 | 4  | +10 |
| 2   | Ungheria    | 7   | 6 | 3 | 1 | 2 | 15 | 8  | +7  |
| 3   | Austria     | 7   | 6 | 3 | 1 | 2 | 11 | 7  | +4  |
| 4   | Lussemburgo | 0   | 6 | 0 | 0 | 6 | 7  | 28 | -21 |

## Risultati
| Data              | Luogo       | Squadra 1   | Risultato | Squadra 2   |
| ----------------- | ----------- | ----------- | --------- | ----------- |
| 4 settembre 1974  | Vienna      | Austria     | 2 - 1     | Galles      |
| 13 ottobre 1974   | Lussemburgo | Lussemburgo | 2 - 4     | Ungheria    |
| 30 ottobre 1974   | Cardiff     | Galles      | 2 - 0     | Ungheria    |
| 20 novembre 1974  | Swansea     | Galles      | 5 - 0     | Lussemburgo |
| 16 marzo 1975     | Lussemburgo | Lussemburgo | 1 - 2     | Austria     |
| 2 aprile 1975     | Vienna      | Austria     | 0 - 0     | Ungheria    |
| 16 aprile 1975    | Budapest    | Ungheria    | 1 - 2     | Galles      |
| 1º maggio 1975    | Lussemburgo | Lussemburgo | 1 - 3     | Galles      |
| 24 settembre 1975 | Budapest    | Ungheria    | 2 - 1     | Austria     |
| 15 ottobre 1975   | Vienna      | Austria     | 6 - 2     | Lussemburgo |
| 19 ottobre 1975   | Szombathely | Ungheria    | 8 - 1     | Lussemburgo |
| 19 novembre 1975  | Wrexham     | Galles      | 1 - 0     | Austria     |